# Луций Папирий Крас (консул 436 пр.н.е.)
Вижте пояснителната страница за други личности с името Луций Папирий Крас.
Луций Папирий Крас (на латински: Lucius Papirius Crassus) e римски политик през 5 век пр.н.е. ТПроизлиза от патрицианската фамилия Папирии, клон Крас.

## Политическа кариера
През 436 пр.н.е. Луций Папирий Крас е консул с Марк Корнелий Малугиненсис. Той воюва против етруския град Вейи и фалиския град Фалерии. През 430 пр.н.е. той е за втори път консул. Негов колега този път е Луций Юлий Юл.
През 424 пр.н.е. той става цензор отново с колега Луций Юлий Юл.